# Taquaruçu do Sul

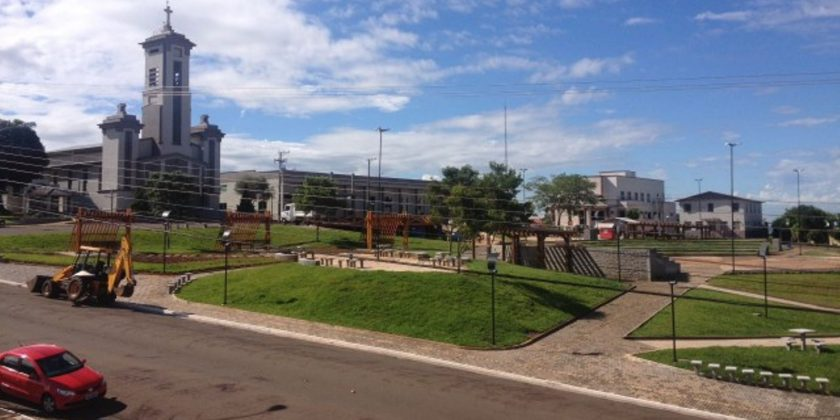
Foto da Praça da Matriz de Taquaruçu do Sul.

Taquaruçu do Sul es un municipio brasileño del estado de Rio Grande do Sul.
Se encuentra ubicado a una latitud de 27º24'00" Sur y una longitud de 53º28'02" Oeste, estando a una altitud de 545 metros sobre el nivel del mar. Su población estimada para el año 2004 era de 2.850 habitantes.
Ocupa una superficie de 76,956 km².
- Datos: Q1785461
- Multimedia: Taquaruçu do Sul / Q1785461